# Розаріо Пармеджані
Розаріо Пармеджані (італ. Rosario Parmegiani, 12 березня 1937 — 13 червня 2019) — італійський ватерполіст.
Олімпійський чемпіон 1960 року, учасник 1956, 1964 років.